# Шалкар (Карасайський район)
Шалка́р (каз. Шалқар) — село у складі Карасайського району Алматинської області Казахстану. Входить до складу Жандосовського сільського округу.
У радянські часи село називалось Плодоягідне.
Населення — 4156 осіб (2021; 3089 у 2009, 1546 у 1999, 1392 у 1989).